# لیک مکموری (واشینگتن)
لیک مکموری (به انگلیسی: Lake McMurray) یک منطقهٔ مسکونی در ایالات متحده آمریکا است که در شهرستان اسکاگیت، واشینگتن واقع شده‌است. لیک مکموری ۲٫۷ کیلومتر مربع مساحت و ۱۹۲ نفر جمعیت دارد.